# 해상자위대의 시설 목록
이 문서는 해상자위대의 기지 목록이다. 각각의 경비구역은 해당 지방대에서 관할하고 있다.

## 오미나토 경비구
- 하코다테 지구 - 홋카이도 하코다테시
- 왓카나이 지구 - 홋카이도 왓카나이시 에비스
- 마쓰마에 지구 - 홋카이도 마쓰마에군 마쓰마에정
- 요이치 지구 - 홋카이도 요이치군요이치정
- 하치노헤 항공기지 - 아오모리현 하치노헤시
- 오미나토 기지 - 아오모리현 무쓰시
- 오미나토 항공기지
- 닷피지구 - 아오모리현 히가시쓰가루군 소토가하마정
- 시모키타 지구 - 아오모리현 시모키타군 히가시도리촌

## 요코하마 경비구
- 이치가야 지구 - 도쿄도 신주쿠구
- 주조 지구 - 도쿄도 기타구
- 메구로 지구 - 도쿄도 메구로구
- 가미요카 지구 - 도쿄도 세타가야구
- 지치지마 기지 - 도쿄도 오가사와라촌 지치지마 섬
- 이오지마 항공기지 - 도쿄도 오가사와라촌 이오섬
- 미나미토리시마 항공기지 - 도쿄도 오가사와라촌 미나미토리섬
- 요코하마 기지 - 가나가와현 요코하마시
  - 후나코시 지구 - 요코하마시 후나코시정
  - 니시헤미 지구 - 요코하마시 니시헤미정
  - 나가우라 지구 - 요코하마시 나가우라정
  - 아라이 지구 - 요코하마시 나가우라정
    - 요코하마 탄약정비보급소

  - 구스가우라 지구 - 요코하마시 구스가우라
  - 다우라 지구 - 요코하마시 다우라고정
  - 자위대 요코하마 병원 - 요코하마시 다우라고정
  - 요코하마 디가우싱소 - 요코하마시 도마리정
  - 다케야마 지구 - 요코하마시 미유키하마
  - 구리하라 지구 - 요코하마시 나가세
  - 간논자키 지구 - 요코하마시 가모이
- 아쓰기 항공기지 - 가나가와현 아야세시
- 시모우사 항공기지 - 지바현 가시와시
- 다테야마 항공기지 - 지바현 다테야마시
- 기사라즈 지구 - 지바현 기사라즈시
  - 해상자위대 항공보급처

## 구레 경비구
- 한신 기지대 - 효고현 고베시 히가시나다구
  - 유라 기지 - 와카야마현 히다카군 유라정
  - 가리야 자기측정소 - 효고현 아와지시
- 구레 기지 - 히로시마현 구레시
  - 쇼와 지구 - 구레시 쇼와정
    - 구레 조수보급소
    - 자위대 구레 병원

  - 요시우라 지구
    - 구레 조수보급소 저유소 - 요시우라정
- 에타지마 지구 - 히로시마현 에타지마시
  - 해상자위대 제1술과학교 - 에타지마정
  - 해상자위대 간부후보생학교 - 에타지마정
  - 구레 조수보급소 히토노세 저유지소
  - 공기부양정 정비소
  - 구레 탄약정비보급소 기리쿠시 지구 - 기리구시
- 이와쿠니 항공기지 - 야마구치현 이와쿠니시
- 도쿠시마 항공기지 - 도쿠시마현 이타노군 마쓰시게정
- 고마쓰시마 항공기지 - 도쿠시마현 고마쓰시마시
- 사이키 기지 - 오이타현 사이키시
- 에비노 송신소 - 미야자키현 에비노시

## 사세보 경비구

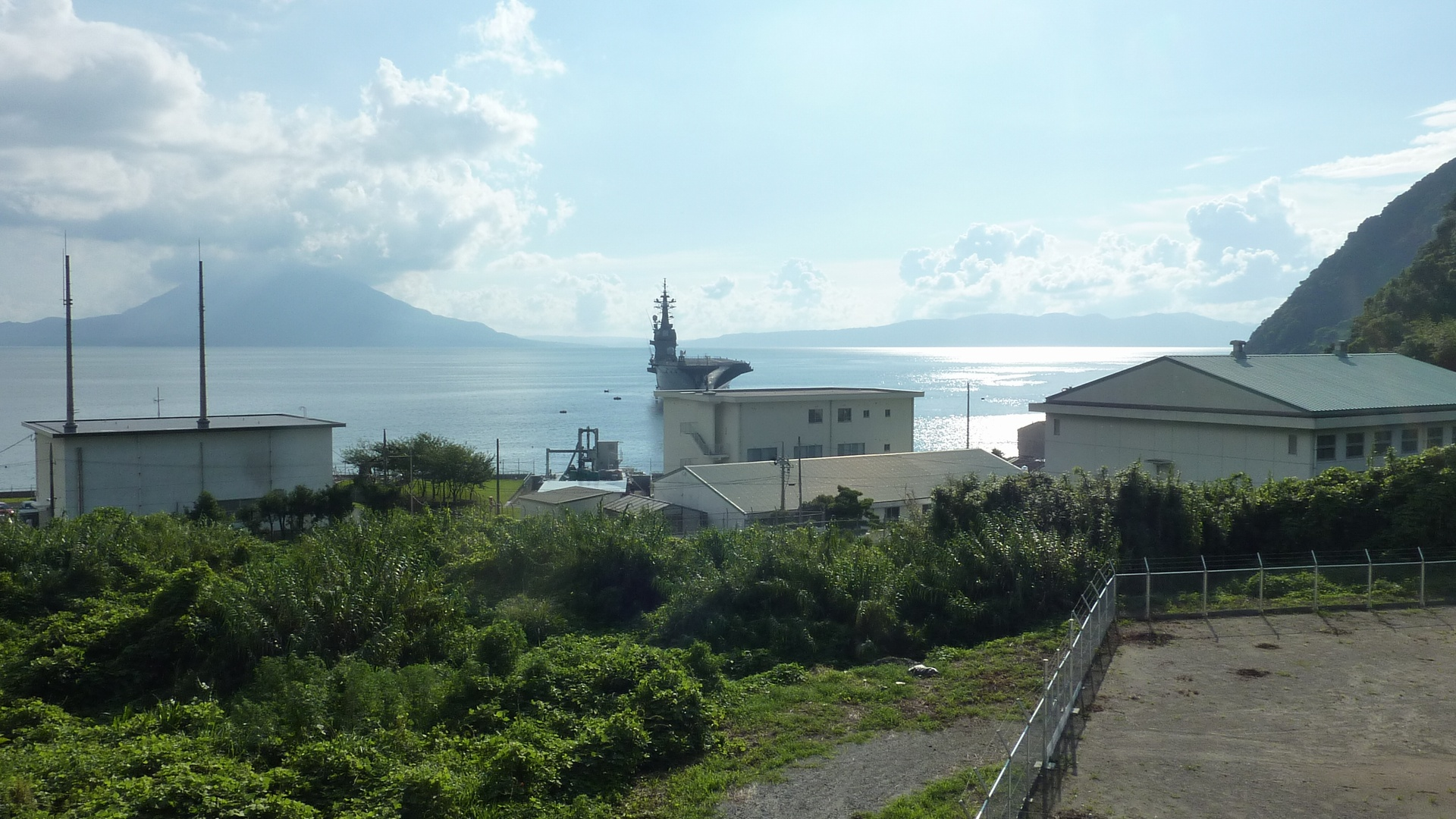
해상자위대 가고시마 실험소

- 시모노세키 기지 - 야마구치현 시모노세키시
- 코쓰키 항공기지 - 야마구치현 시모노세키시
- 사세보 기지 - 나가사키현 사세보시
  - 히라세 지구 - 사세보시 히라세정
    - 자위대 사세보 병원

  - 다치가미 지구 - 사세보시 다치가미정
    - 사세보 보수보급소

  - 히쓰쿠시 지구 - 사세보시 히쓰쿠시정
  - 사키베 지구 - 사세보시 사키베정
    - 사세보 자기측정소
    - 사세보 탄약정비보급소
- 오무라 항공기지 - 나가사키현 오무라시
- 쓰시마 방비대 - 나가사키현 쓰시마시 미쓰시마정
  - 가미쓰시마 초소 - 가미쓰시마정
  - 시타쓰시마 초소 - 이즈하라정
  - 이키 초소 - 이키시
- 가고시마 항공기지 - 가고시마현 가고시마시
- 가고시마현 음향측정소 - 가고시마현 기리시마시
- 아마미 기지 - 가고시마현 오시마군 세토우치정
- 나하 항공기지 - 오키나와현 나하시
- 오키나와 기지 - 오키나와현 우루마시

## 마이즈루 경비구
- 니가타 기지 - 니가타현 니가타시 히가시구
- 마이즈루 기지 - 교토부 마이즈루시
  - 마이즈루 조수보급소 - 마이즈루시 아자키타스이
  - 마이즈루 탄약정비보급소 - 마이즈루시 字余部下
  - 자위대 마이즈루 병원 - 마이즈루시 字泉源寺知中
- 마이즈루 항공기지 - 마이즈루시 아자나가하마

## 해외
- 소말리아 해적대응행동항공대 기지 - 지부티

## 폐지된 시설
- 도쿠야마 연락소 - 야마구치현 도쿠야마시; 2006년 4월 3일 폐지.
- 아와지 경비소 - 효고현 스모토시; 1975년 12월 1일 폐지.
- 기이 경비소 - 와카야마현 히다카군 미하마정; 2013년 6월 3일 폐지.

## 같이 보기
- 육상자위대의 주둔지 목록
- 항공자위대의 기지 목록